# Kyauktaw
Kyauktaw är en kommun i Myanmar.   Den ligger i regionen Rakhinestaten, i den västra delen av landet, 400 km väster om huvudstaden Naypyidaw. Antalet invånare är 214 298.